# The Moviegoer
Albums de Scott Walker
'Til the Band Comes In (1970) Any Day Now (1973)
The Moviegoer est un album studio de Scott Walker réalisé en 1972. Il comprend les titres suivants, tous repris dans des bandes originales de films :
1. This Way Mary (thème du film Marie Stuart, Reine d'Écosse) John Barry, Don Black 2:30
2. Speak Softly Love (The Godfather) Nino Rota 3:50
3. Glory Road (WUSA) Neil Diamond 3:32
4. That Night (The Fox) Lalo Schifrin, Norman Gimbel 2:50
5. The Summer Knows (Summer of '42) Michel Legrand, Alan Bergman, Marilyn Bergman 3:30
6. The Ballad of Sacco and Vanzetti / Here's to You (Sacco e Vanzetti) Joan Baez, Ennio Morricone 3:32
7. A Face in the Crowd (Le Mans) Bergman, Michel Legrand 3:22
8. Joe Hill (The Ballad of Joe Hill) Stefan Grossman 2:22
9. Loss Of Love (I girasoli) Henry Mancini, Bob Merrill 3:07
10. All His Children (Never Give an Inch) Henry Mancini, Alan Bergman, Marilyn Bergman 2:51
11. Come Saturday Morning (Pookie) Fred Karlin, Dory Previn 3:34
12. Easy Come Easy Go (They Shoot Horses, Don't They?) Johnny Green, Edward Heyman 3:00